# 더 캡
더 캡(The Cab)은 2004년에 알렉산더 델리온과 캐쉬 콜리건에 의해 미국 라스베이거스에서 시작되어 2007년에 데뷔한 록 밴드이다. 주 장르는 팝 록과 얼터너티브 록이다. 5인조 밴드로 시작하여 작품활동을 하다 멤버교체를 통한 3인조 체제를 유지하다 2014년 ' lock me up ' 앨범을 출시하고 현재는 쉬고 있는중이다. 현재는 밴드 리더였던 알렉산더 델리온이 'Bohnes'라는 이름으로 솔로 활동중이며 그는 언젠가 더 캡이 복귀할 수 있다는 말을 인터뷰에서 꺼냈다.

## 활동
더 캡은 2004년 고등학교 친구로 지내고 있던 알렉산더 델리온과 캐쉬 콜리건에 의해 미국 네바다주 라스베이거스에서 탄생하였다. 고등학교와 사설 공연을 뛰며 활동을 하였고 2007년 퓨얼드 바이 라멘과의 계약을 맺으며 알렉산더 델리온을 밴드 리더로 하여 5인조 멤버로 데뷔하였다.
2008년 4월 29일, 첫번째 앨범인 "Whisper war"을 발표하고 본격적인 공연에 나서기 시작한다. 앨범은 빌보드 팝 100 차트에 최대 69위, 빌보드 200 차트에 108위를 기록하였다.
2011년에 여러번의 멤버 교체가 일어나게 되었다. 그런 상황속에서 2011년 8월 23일에 두번째 앨범인 "Symphony Soldier"을 발표하게 된다. 빌보드 200 차트에 최고 62위를 기록하였으며 미국내 여러 공연을 뛰며 이름을 알리게 된다. 2012년 후반기에는 마룬 5의 월드 투어의 공연에 초청받아 대한민국, 인도네시아, 일본, 호주 등의 국가에서 월드투어를 하기도 하였다.
2014년 4월 16일에는 세번째 앨범인 "Lock Me Up"을 발표하게 되었다. 기존의 주요 멤버로 남아있던 알렉스 마쉘이 더 캡에서 탈퇴하게 되었고 2015년에 밴드 리더인 알렉산더 델리온이 "Bohnes"라는 이름으로 솔로 활동을 시작하며 더 캡은 휴식기에 접어들게 되었다.

## 디스코그래피

### 스튜디오 앨범
- Whisper war (2008)
- Symphony Soldier (2011)

### EP 앨범
- Drunk Love (2006)
- Glitz and Glamour (2006)
- The Lady Luck EP (2009)
- Lock Me Up (2014)